# Željko Reiner

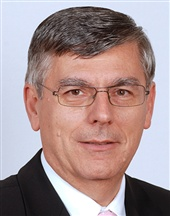
Željko Reiner

Željko Reiner (geboren 28. Mai 1953 in Zagreb, Jugoslawien) ist ein kroatischer Arzt und Politiker. Er gehört der Hrvatska demokratska zajednica (HDZ) an und ist einer der stellvertretenden Sprecher (Vizepräsidenten) des Parlaments der Republik Kroatien.

## Ausbildung und berufliche Entwicklung
Reiner studierte 1971 bis 1976 Medizin an der Universität Zagreb. 1976 bis 1978 bildete er sich weiter in Molekularbiologe. 1983 schloss er eine Facharztausbildung in Innerer Medizin und Endokrinologie und Stoffwechsel ab. 1980 bis 1981 war er Gastarzt und Wissenschaftler an der Universitätsklinik Hamburg-Eppendorf, 1984 bis 1985 Teilnehmer an einem Forschungsprogramm der Oklahoma Medical Research Foundation für Lipoproteine und Atherosklerose. Seit 1977 lehrt er verschiedene Fächer an der Universität Zagreb, seit 1983 als Professor. 2004 bis 2012 war er Direktor der Universitätsklinik Zagreb. Er ist Mitglied in vielen nationalen und internationalen wissenschaftlichen Fachgesellschaften.
1993 bis 1997 war er Staatssekretär im kroatischen Gesundheitsministerium, 1998 bis 2000 Gesundheitsminister. Vom 28. Dezember 2015 bis 14. Oktober 2016 hatte er das Amt des Sprechers (predsjednik, wörtlich: Präsident) des Sabor (Parlament der Republik Kroatien) inne, zuvor von 2012 bis 2015 und erneut seit 14. Oktober 2016 das eines stellvertretenden Sprechers (potpredsjednik, wörtlich: Vizepräsident).
2022 wurde Reiner Mitglied der Academia Europaea.

## Privatleben
Reiner ist verheiratet. Er hat einen Sohn und eine Tochter.
2017 wurde er von Kardinal-Großmeister Edwin Frederick O’Brien  zum Ritter  des Ritterordens vom Heiligen Grab zu Jerusalem ernannt und am 13. Mai 2017 in Zagreb durch Kardinal-Großmeister Edwin Frederick Kardinal O’Brien und Josip Kardinal Bozanić, Großprior des Ordens in Kroatien, in den Päpstlichen Laienorden investiert.